# Fußball-Verbandspokal 2021/22
Über den Fußball-Verbandspokal 2021/22 wurden 22 Teilnehmer der 21 Landesverbände des DFB am DFB-Pokal 2022/23 ermittelt. Die Sieger der Verbandspokale waren zur Teilnahme an der ersten Runde des Wettbewerbs berechtigt. Die drei Landesverbände mit den meisten Herrenmannschaften im Spielbetrieb – Bayern, Niedersachsen und Westfalen – entsandten zusätzlich jeweils einen zweiten Teilnehmer. Somit qualifizierten sich 24 Amateurvereine für den nationalen Pokalwettbewerb, davon 22 über die Verbandspokale. Zweite Mannschaften von Vereinen und Kapitalgesellschaften durften nicht am DFB-Pokal teilnehmen.
In Niedersachsen qualifizierten sich die Sieger beider Pokalwettbewerbe für den DFB-Pokal. In Bayern qualifizierte sich die beste teilnahmeberechtigte Mannschaft der Regionalliga Bayern 2021/22 zusätzlich zum Sieger des Verbandspokals für die erste Hauptrunde des DFB-Pokals. Der zweite westfälische Vertreter war außerordentlich der beste teilnahmeberechtigte Verein der Oberliga Westfalen 2021/22.
Erreichte ein Verbandspokalsieger einen der ersten vier Plätze der 3. Liga, rückte der unterlegene Finalist nach.

## Endspiele
Die Tabelle gibt eine Übersicht über die Verbandspokal-Endspiele der Saison 2021/22. 21 der Endspiele fanden am Samstag, den 21. Mai statt und wurden im Ersten in drei Konferenzblöcken als Finaltag der Amateure 2022 übertragen; lediglich der Niedersachsenpokal der Dritt- und Viertligisten war bereits drei Tage zuvor ausgespielt worden.
Die Mannschaften, die sich für den DFB-Pokal qualifiziert haben, sind fett dargestellt.
| Verband                | Pokal                                                            | Termin                 | Austragungsort | Stadion                      | 1. Finalist                 | Ergebnis                         | 2. Finalist                  |
| ---------------------- | ---------------------------------------------------------------- | ---------------------- | -------------- | ---------------------------- | --------------------------- | -------------------------------- | ---------------------------- |
| Baden                  | bfv-Rothaus-Pokal                                                | 21. Mai 2022 14:15 Uhr | Mannheim       | Carl-Benz-Stadion            | SV Waldhof Mannheim (3L)    | 3:0 (1:0)                        | FC Türkspor Mannheim (LL)    |
| Bayern 1               | Bayerischer Toto-Pokal (2021/22)                                 | 21. Mai 2022 16:40 Uhr | Illertissen    | Vöhlinstadion                | FV Illertissen (RL)         | 1:1 (0:0) (4:3 i. E.)            | TSV Aubstadt (RL)            |
| Berlin                 | AOK-Landespokal Berlin                                           | 21. Mai 2022 12:15 Uhr | Berlin         | Mommsenstadion               | VSG Altglienicke (RL)       | 1:2 (1:0)                        | FC Viktoria 1889 Berlin (3L) |
| Brandenburg            | AOK-Landespokal Brandenburg (2021/22)                            | 21. Mai 2022 14:15 Uhr | Luckenwalde    | Werner-Seelenbinder-Stadion  | VfB Krieschow (OL)          | 0:2 (0:0)                        | Energie Cottbus (RL)         |
| Bremen                 | Lotto-Pokal Bremen                                               | 21. Mai 2022 16:40 Uhr | Bremen         | Marko-Mock-Arena             | Bremer SV (OL)              | 1:0 (1:0)                        | Leher Turnerschaft (OL)      |
| Hamburg                | Lotto-Pokal Hamburg                                              | 21. Mai 2022 12:15 Uhr | Hamburg        | Stadion Hoheluft             | Altona 93 (RL)              | 1:2 (0:2)                        | FC Teutonia 05 Ottensen (RL) |
| Hessen                 | Bitburger Hessenpokal                                            | 21. Mai 2022 12:15 Uhr | Gießen         | Waldstadion                  | TSV Steinbach Haiger (RL)   | 0:1 (0:1)                        | Kickers Offenbach (RL)       |
| Mecklenburg-Vorpommern | Lübzer Pils Cup                                                  | 21. Mai 2022 14:15 Uhr | Neustrelitz    | Parkstadion                  | TSG Neustrelitz (OL)        | 1:1 n. V. (0:0, 0:0) (6:5 i. E.) | Greifswalder FC (OL)         |
| Mittelrhein            | Bitburger-Pokal                                                  | 21. Mai 2022 16:15 Uhr | Köln           | Sportpark Höhenberg          | SC Fortuna Köln (RL)        | 0:2 (0:1)                        | FC Viktoria Köln (3L)        |
| Niederrhein            | Niederrheinpokal                                                 | 21. Mai 2022 16:15 Uhr | Duisburg       | Schauinsland-Reisen-Arena    | SV Straelen (RL)            | 1:0 (0:0)                        | Wuppertaler SV (RL)          |
| Niedersachsen 1        | Krombacher Niedersachsenpokal 3. Liga und Regionalliga (2021/22) | 18. Mai 2022 19:00 Uhr | Rehden         | Sportplatz Waldsportstätten  | BSV Rehden (RL)             | 1:0 (0:0)                        | SV Meppen (3L)               |
| Niedersachsen 1        | Krombacher Niedersachsenpokal Amateure (2021/22)                 | 21. Mai 2022 16:40 Uhr | Hannover       | Eilenriedestadion            | Heeslinger SC (OL)          | 0:0 (5:6 i. E.)                  | Blau-Weiß Lohne (OL)         |
| Rheinland              | Bitburger-Rheinlandpokal                                         | 21. Mai 2022 12:15 Uhr | Koblenz        | Stadion Oberwerth            | FV Engers 07 (OL)           | 1:0 (1:0)                        | FC Karbach (OL)              |
| Saarland               | Sparkassenpokal Saar                                             | 21. Mai 2022 14:15 Uhr | Saarbrücken    | Ludwigsparkstadion           | FC 08 Homburg (RL)          | 1:2 n. V. (1:1, 0:1)             | SV Elversberg (RL)           |
| Sachsen                | Wernesgrüner Sachsenpokal (2021/22)                              | 21. Mai 2022 16:15 Uhr | Chemnitz       | Stadion an der Gellertstraße | Chemnitzer FC (RL)          | 2:1 (1:1)                        | BSG Chemie Leipzig (RL)      |
| Sachsen-Anhalt 2       | FSA-Pokal                                                        | 21. Mai 2022 12:15 Uhr | Halberstadt    | Friedensstadion              | FC Einheit Wernigerode (OL) | 0:5 (0:1)                        | 1. FC Magdeburg (3L)         |
| Schleswig-Holstein     | SHFV-Lotto-Pokal                                                 | 21. Mai 2022 14:15 Uhr | Flensburg      | Manfred-Werner-Stadion       | TSB Flensburg (OL)          | 2:2 n. V. (2:2, 0:2) (7:8 i. E.) | VfB Lübeck (RL)              |
| Südbaden               | SBFV-Rothaus-Pokal                                               | 21. Mai 2022 12:15 Uhr | Lahr           | Stadion Dammenmühle          | DJK Donaueschingen (VL)     | 0:2 (0:0)                        | SV Oberachern (OL)           |
| Südwest                | Bitburger Verbandspokal                                          | 21. Mai 2022 14:15 Uhr | Weingarten     | Weingarten-Arena             | TSV Schott Mainz (RL)       | 3:0 (1:0)                        | FK Pirmasens (RL)            |
| Thüringen              | Thüringen Pokal                                                  | 21. Mai 2022 14:15 Uhr | Gera           | Stadion der Freundschaft     | FC Carl Zeiss Jena (RL)     | 1:0 (0:0)                        | ZFC Meuselwitz (RL)          |
| Westfalen 1            | Krombacher Westfalenpokal (2021/22)                              | 21. Mai 2022 16:40 Uhr | Münster        | Preußenstadion               | Preußen Münster (RL)        | 1:1 (0:0) (2:3 i. E.)            | SV Rödinghausen (RL)         |
| Württemberg            | DB Regio-wfv-Pokal                                               | 21. Mai 2022 16:15 Uhr | Stuttgart      | Gazi-Stadion auf der Waldau  | Stuttgarter Kickers (OL)    | 0:0 n. V. (5:4 i. E.)            | SSV Ulm 1846 (RL)            |

| Spielklassenzuordnung der gleichen Saison | Spielklassenzuordnung der gleichen Saison |
| ----------------------------------------- | ----------------------------------------- |
| (3L)                                      | 3. Liga                                   |
| (RL)                                      | Regionalliga (4. Liga)                    |
| (OL)                                      | Oberliga (5. Liga)                        |
| (VL)                                      | Verbandsliga (6. Liga)                    |
| (LL)                                      | Landesliga (7. Liga)                      |